# Елішка Мисакова
Елішка Мисакова (чеськ. Eliška Misáková, 12 жовтня 1926, Південноморавський край — 14 серпня 1948, Лондон) — чехословацька гімнастка, почесна олімпійська чемпіонка (посмертно).

## Біографічні дані
Елішка Мисакова входила разом з сестрою Милославою Мисаковою до складу збірної Чехословаччини зі спортивної гімнастики на Олімпіаді 1948, але їй по прибуттю до Лондона був поставлений діагноз поліомієліт. В команді її замінила Віра Ружичкова, а вона померла в лікарні в перший день змагань гімнасток.
На церемонії нагородження переможців гімнасток прапор Чехословаччини був піднятий з чорною облямівкою по периметру в знак жалоби, а Елішка Мисакова стала єдиною спортсменкою, будь-коли нагородженою почесною золотою медаллю разом з командою посмертно.